# Hervé Ier de Léon (seigneur de Léon)
Pour les articles homonymes, voir Hervé de Léon.
Hervé Ier de Léon (seigneur de Léon) est le fondateur de la branche cadette de la famille de Léon à l'origine de la seigneurie de Léon, qui subsiste parallèlement à la vicomté de Léon.

## Biographie
Hervé Ier est le fils cadet de Guyomarch IV de Léon, vicomte de Léon et de son épouse Nobilis (Nobile).
À la mort de Guyomarch IV le 27 septembre 1179, le duc Geoffroy II de Bretagne s'empare de la châtellenie de Lanmeur-Morlaix et l’intègre dans le domaine ducal. Puis, afin d'affaiblir la maison de Léon, il décide de scinder les domaines de Léon en attribuant à Hervé, second fils de Guyomarch IV de Léon, le Daoudour et Landerneau, ainsi qu'un fief enlevé à la châtellenie de Saint-Renan dit ensuite « vicomté de Coat-Méal » ; en outre il accorde au cadet les fiefs de la maison de Léon en Cornouaille, c'est-à- dire les seigneuries de Daoulas, de Crozon, de Porzai et de Plouié. Hervé et ses successeurs prirent alors le titre de « seigneur de Léon » tout en étant vassaux de la branche aînée des vicomtes de Léon.
Hervé Ier meurt le 21 juillet 1203.

## Mariage et descendance
Hervé Ier épouse Margilie, alias Marguerite, fille d'Alain III, vicomte de Rohan, et de Constance de Penthièvre, sœur du duc de Bretagne Conan IV. De cette union  naissent :
- Hervé II (mort en 1218 ou 1219), qui succède à son père ;
- Alain de Léon (mort après 1206) ;
- Guyomarch de Léon (mort après 1206) ;
- Salomon de Léon (mort le 20 avril 1223) ;
- Constance de Léon, mariée à Pierre de Malestroit et mère d'Eudes de Malestroit (attesté en 1237)[3].